# Кузьминское (Ленинградская область)
Кузьминское (до 1948 — Каукила, фин. Kaukila) — посёлок в Гончаровском сельском поселении Выборгского района Ленинградской области.

## Название
Топоним Каукила образован от антропонима.
Зимой 1948 года деревне Каукила было избрано новое наименование — Горная, согласно обоснованию — «по географическим условиям», но комиссия по переименованию присвоила деревне другое название — Кузьминская, с обоснованием — «в память сержанта Кузьмина, погибшего под Алатало в 1944 года».
Переименование было закреплено указом Президиума ВС РСФСР от 13 января 1949 года.

## История
Деревня Каукила известна с XVII века.

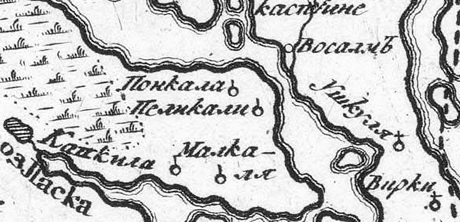
Деревня Каукила (Кавкила) на русской карте 1745 года

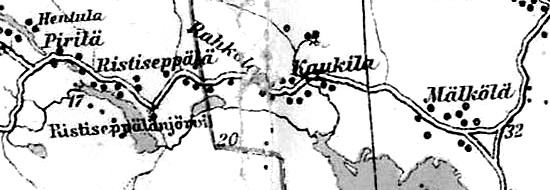
Деревня Каукила на финской карте 1923 года

До 1939 года деревня Каукила входила в состав волости Эврепя Выборгской губернии Финляндской республики.
С 1 января 1940 года по 31 октября 1944 года — в составе Карело-Финской ССР.
С 1 июля 1941 года по 31 мая 1944 года — финская оккупация.
С 1 ноября 1944 года — в составе Каукильского сельсовета Яскинского района.
С 1 октября 1948 года — в составе Житковского сельсовета Лесогорского района.
С 1 января 1949 года учитывается административными данными как деревня Кузьминское. В ходе укрупнения хозяйства к деревне были присоединены соседние селения: Алатало, Курмяки, Хамарниеми и Кармяки.
С 1 января 1950 года — в составе Выборгского района.
В 1961 году население деревни составляло 237 человек.
Согласно данным 1966, 1973 и 1990 годов посёлок Кузьминское входил в состав Житковского сельсовета.
В 1997 году в посёлке Кузьминское Житковской волости проживали 90 человек, в 2002 году — 84 человека (русские — 96 %).
В 2007 году в посёлке Кузьминское Гончаровского СП проживали 72 человека, в 2010 году — 59 человек.

## География
Посёлок расположен в восточной части района на автодороге 41К-084 (Кузьминское — Малиновка).
Расстояние до административного центра поселения — 28 км. 
Расстояние до ближайшей (недействующей) железнодорожной станции Житково — 6 км. 
Через посёлок протекает река Кузьминка, приток Илистого ручья.

## Демография
| 2007 | 2010 | 2017 | 2021 |
| ---- | ---- | ---- | ---- |
| 72   | ↘59  | ↗67  | ↗71  |

## Улицы
Дальняя, Круговая, Липовая, Луговой проезд, Совхозная, Сосновая, Центральное шоссе.